# Szász Károly (költő, 1829–1905)

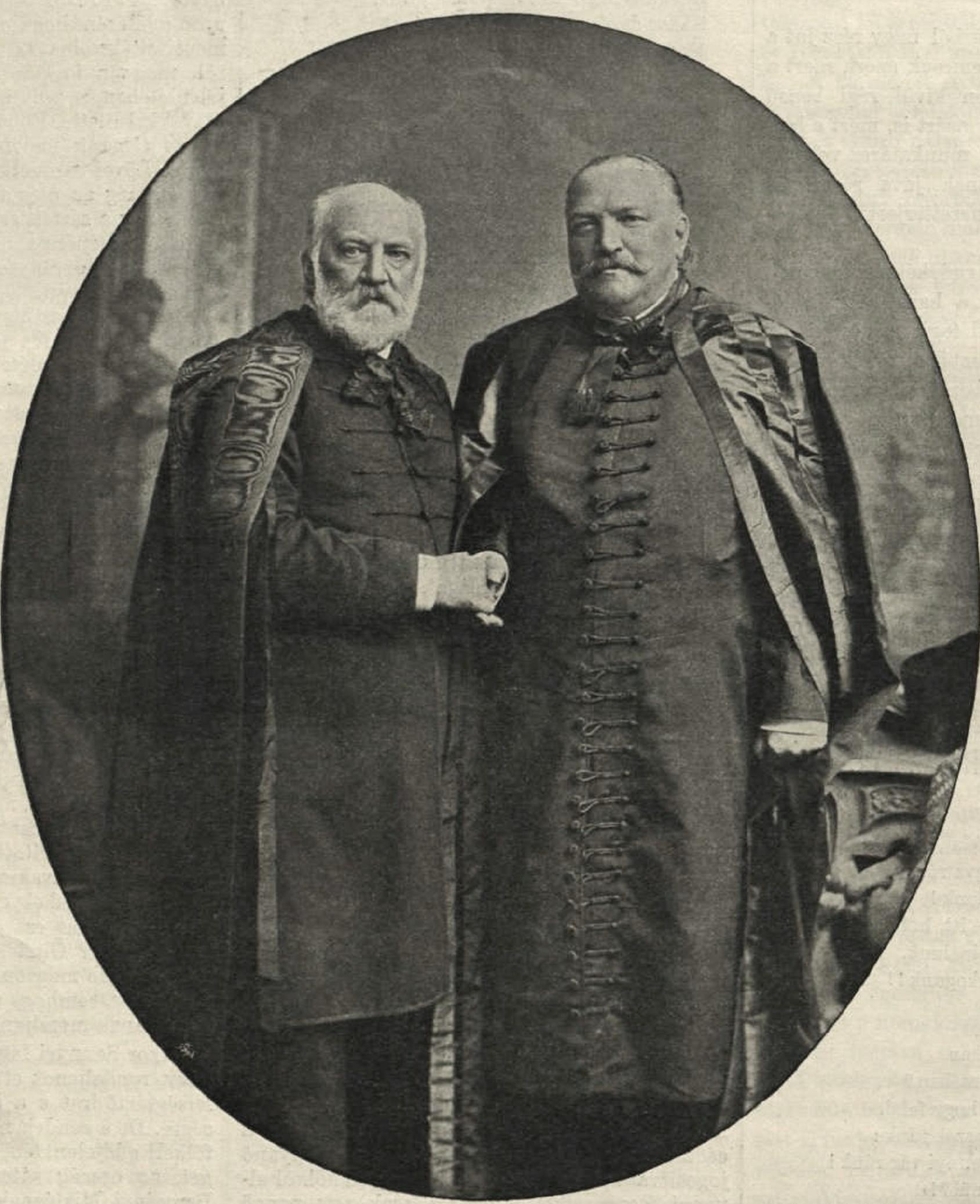
Szász Károly és testvére, a szintén püspök Szász Domokos

Szemerjai Szász Károly (Nagyenyed, 1829. június 15. – Budapest, 1905. október 15.) református lelkész, a Dunamelléki Református Egyházkerület püspöke 1884-től 1903-ig, emellett költő, drámaíró, műfordító, esztéta, politikus, a Magyar Tudományos Akadémia tagja. id. Szász Károly fia.
Szász Károly (1865–1950) politikus, irodalomtörténész és Szász Béla (1868–1938) jogász, költő, műfordító apja. Szász Domokos (1838–1899) testvére volt, akit erdélyi püspökké választottak.

## Élete
Apja Szász Károly matematikus és államférfi volt. A gimnáziumot Nagyenyeden végezte, majd Kolozsváron tanult tovább. 1848-ban amikor édesapját vallás- és közoktatásügyi államtitkárrá nevezték ki, a pesti egyetemen mennyiség- és hittudományi előadásokat hallgatott. 1849-ben apjával együtt menekült Debrecenbe, ahol egy ideig az apja vezetése alatt álló vallás- és közoktatásügyi minisztériumban fogalmazó volt, azután pedig utászként szolgált a honvédseregben. A szabadságharc után Tiszaroffon a Borbély-családnál talált menedéket; 1850 tavaszán Bejébe a Szentmiklóssy-családhoz ment nevelőül. Közben magánúton elvégezte a teológiát. Két évig az újonnan szervezett nagykőrösi gimnáziumban tanított. Ebben az időben vette feleségül unokatestvérét, szemerjai Szász Paulinát, kinek korai halála után, 1853-ban a kecskeméti gimnáziumba ment át, 1854-ben Kézdivásárhelyre, 1857-ben Kunszentmiklósra hívták meg lelkésznek. A kiskunhalasi nagybirtokos család sarja, Bibó Antónia lett a második felesége. 1862-ben, Szilády László halála után pályázott Kiskunhalason a lelkészi állásra, de végül Szilády Áron, aki később jó barátja és munkatársa lett, kapta a hivatalt. 1863-ban Szabadszálláson lett lelkész, 1865-től a fülöpszállási kerület országgyűlési képviselője is volt. 1867-ben a vallásügyi minisztériumba osztálytanácsossá nevezték ki. 1884. június 7-én a dunamelléki egyházkerület püspökévé választották.
A Magyar Tudományos Akadémia 1858. december 15-én levelező taggá választotta, 1869. április 14-én lett rendes tag; 1878. június 14-étől az igazgatótanács tagja, 1892. május 5-étől 1895-ig másodelnök, 1898-tól az I. osztály elnöke, 1899. május 5-étől pedig tiszteleti tag volt. A Kisfaludy Társaság 1860. július 15-én tagjává, 1900. február 14-én alelnökévé választotta.

## Munkássága
Minden irodalmi műfajban alkotott (Nagykőrösön Arany János társaságában balladákkal is próbálkozott); önálló szépirodalmi műveit az irodalomtörténet kevésbé maradandónak ítéli, viszont a magyar kulturális életben jelentős szerepet játszottak műfordításai és irodalmi elemzései. Madách Imre Az ember tragédiája című drámájáról ő írta az első elemzést.

### Művei
- Nemzeti színek. Költemények. Kolozsvár, 1848. (Gyulai Pállal és Mentovich Ferenczczel).
- Hedvig. Költői beszély. Pest 1856.
- Széchenyi emlékezete. Pest, 1860. (Költemény.)
- Szász Károly költeményei. Pest, 1861. (Arany János bírálata)
- Trencsényi Csák. A m. tud. Akadémia által 100 aranynyal koszorúzott költői beszély tíz énekben. Pest, 1861. (Arany János bírálata)
- Magyarország története rövid vonásokban középtanodák számára. Pest, 1861.
- Magyarország földleírása rövid vonásokban. Pest, 1862.
- A kis Ilonka emlékezete. Pest, 1862.
- A versszavalás elméleti és gyakorlati kézikönyve. Pest, 1862.
- Zrinyi, a költő. Pest, 1863.
- Két színmű. (I. Herodes. II. Lelencz). Pest, 1866.
- A Nibelung-ének keletkezéséről és gyanítható szerzőjéről. Pest, 1868.
- A gavallér politikusok. Satira. Pest, 1869.
- A tragikai felfogásról. Székfoglaló. Pest, 1870.
- Álmos. A m. tud. Akadémia által 1868-ban száz aranyos Nádasdy-díjjal jutalmazott hősköltemény 10 énekben. Pest, 1870.
- Dícsköltemény. 1871. okt. 11. a Csokonai-szobor leleplezésénél elszavalt, 40 aranynyal jutalmazott pályamű. Debreczen, 1871.
- Közkönyvtáraink s az egy országos könyvtár Budapest, 1871.
- Emlékbeszéd Kriza János l. t. felett Budapest, 1876.
- Emlékbeszéd Jakab István l. t. fölött Budapest, 1877.
- Salamon. Tört. költemény. Budapest, 1878.
- Emlékbeszéd pázmándi Horvát Endre 1839-ben elhúnyt r. t. fölött  Budapest, 1879.
- Gróf Széchenyi István és az Akadémia megalapítása : a Széchenyi-szobor leleplezési ünnepére. Budapest, 1880.
- A világirodalom nagy eposzai. Budapest, 1881-82. Két kötet. (A m. tud. Akadémia Könyvkiadó-Vállalata).
- Id. gróf Teleki László ismeretlen versei. Budapest, 1882.
- Trefort Ágoston. Élet- és jellemrajzi vázlat. Pozsony, (1886. Kortársaink 8.).
- Schiller. Élet- és jellemrajz. Budapest, 1886.
- Az ember tragédiájáról. Győr 1889.
- Bölcs Salamon. Bibliai dráma négy felvonásban. Budapest, 1889.
- Uti tárcza. A visszatért. Budapest, 1890.
- Horatius. Élet- és jellemrajz. Uo. 1890. (Olcsó Könyvtár 381.).
- Attila halála. Tört. tragédia 5 felv. Uo. 1893.
- István vezér. Történeti dráma 5 felv. Uo. 1893.
- Ezer év. Történeti drámai költemény három felv., előjátékkal és utóhanggal. Bpest, 1896. (Ifj. Szász Bélával együtt).
- Madártávlatból. Bpest, 1897. (Olcsó Könyvtár 1030.)

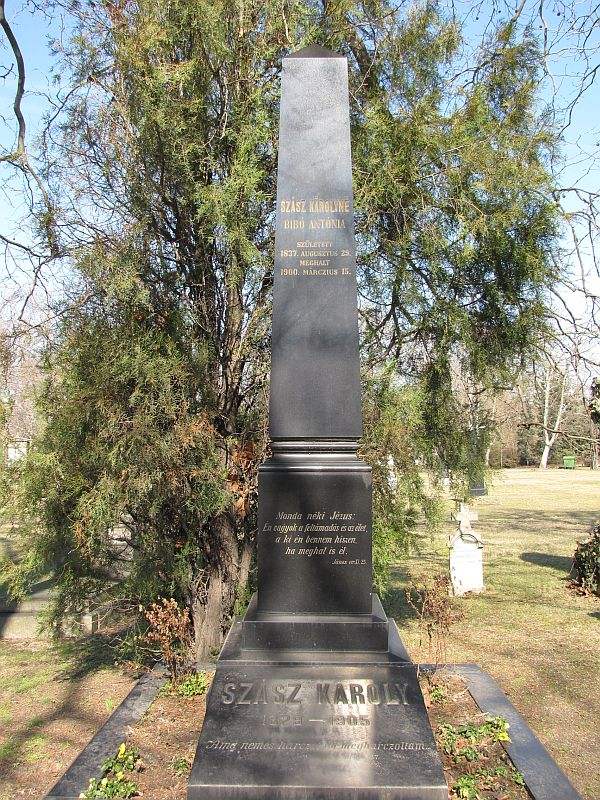
Szász Károly sírja Budapesten. Kerepesi temető: 28-díszsor-13.

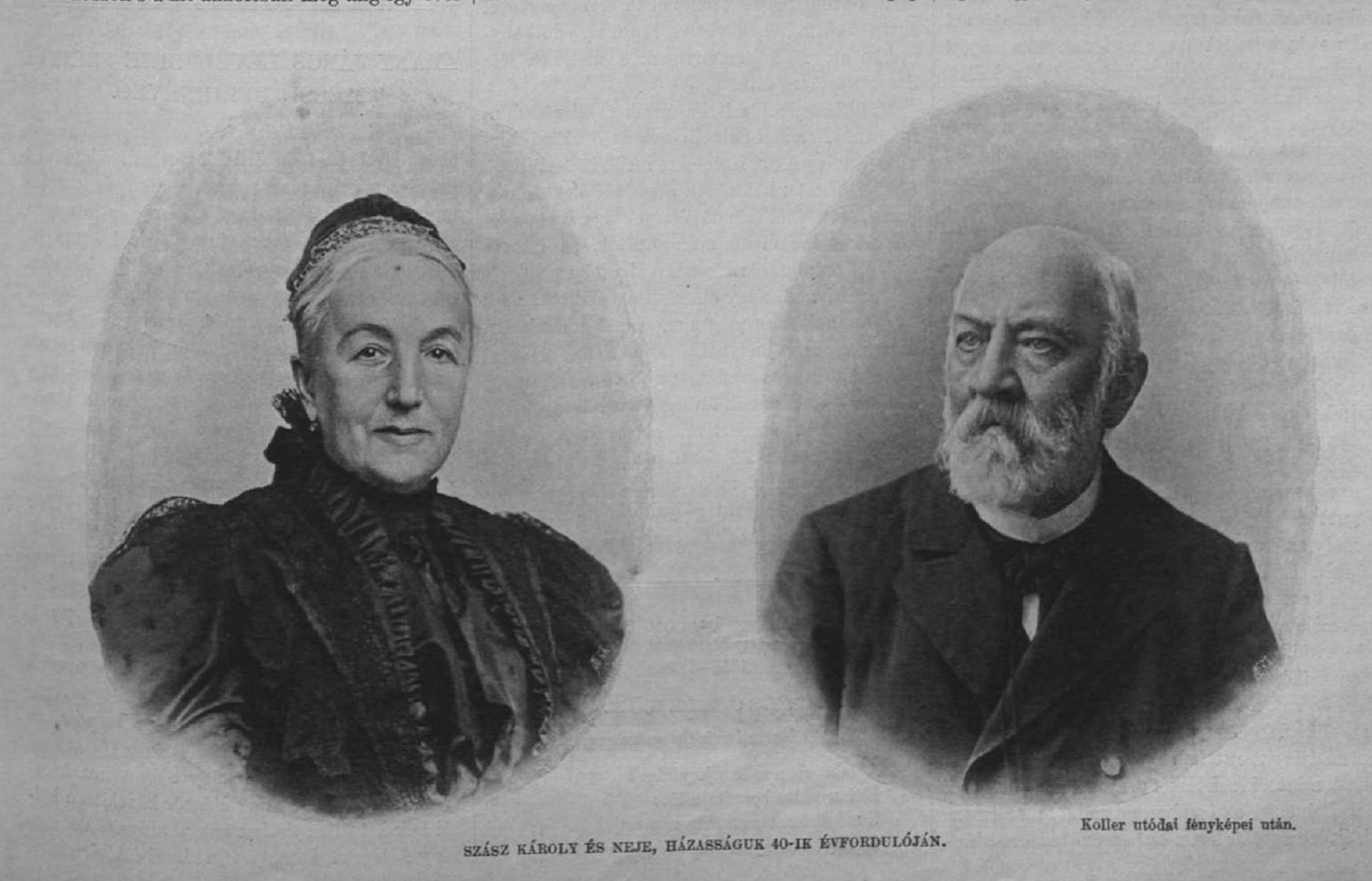
Szász Károly és második neje, Bibó Antónia

Murány hölgye (kiadatlan költői beszély)1847

### Műfordításai
- Moore Tamás költeményeiből. Angolból ford. Pest 1853.
- Angol és franczia költőkből. Kiadta barátja Tomory Anasztáz. Pest, 1853.
- Angol és franczia költőkből. Ford. Pest, 1855.
- Cleinmann Károly. Isten mindenem... 3. kiadás. Átnézte. Uo. 1858.
- Lyrai áloék. Nyugati költőkből ford. Pest, 1861.
- Béranger dalai. Magyarították Szász Károly, Illésy György és mások. Pest, 1861.
- Gyöngyvirágok. Nyugoti költőkből ford. Uo. 1862.
- Hugo Viktor: A századok legendájából, ford. Uo. 1862.
- Thackeray: Esmond Henrik, Anna királynő ezredesének önéletirata. Ford. Uo. 1862-65. Két kötet. (Szász Bélával).
- Lord Clive, Warren Hastings, Az angol Keletindia meghódítása. Ford. Uo. 1865. (2. kiadás. Bpest, 1886).
- Hugo Viktor: A tenger munkásai. Ford. Pest, 1866. Három kötet.
- Juste Tivadar: Mária magyar királyné II. Lajos özvegye. Ford. Uo. 1866.
- Nibelung-ének. Ónémet hősköltemény. Ford. Uo. 1868.
- Laveleye Emil. Deák Ferencz. Ford. és jegyzetekkel kísérte. Uo. 1869.
- Molière vígjátékai: III. A mizantrop. IV. A férjek iskolája, A nők iskolája, A nők iskolájának bírálata. V. A pórul járt megédesek, Sganarelle, Kénytelen házasság. XII. Pourceaugnac ur) Uo. 1869., 1871-72., 1873. (IV., V. I. kiadás. Uo. 1884).
- Shakespeare minden munkái. Ford. többen. Kiadja Tomory Anasztáz költségén a Kisfaludy-Társaság. I. Othello; II. Télirege; III. Macbeth; VI. Antonius és Cleopatra; XI. Romeo és Julia; A vihar; XIV. II. Richard király; XVIII. VIII. Henrik király. Uo. 1864-1878.
- Verne Gyula regényei, Utazás a holdba és a hold körül (1869. 1870); Utazás a föld középpontja felé (1875); Utazás a föld körül 80 nap alatt (1876); Utazás a tenger alatt (1875); Strogoff Mihály utazása Moszkvától Irkutskig (1877); Servadac Hektor kalandos utazása a naprendszeren át (1877); A rejtelmes sziget (1877); Tizenötéves kapitány és A Bounty lázadói (1878); A Begum 500 milliója (1879); A gőzház (1880). Budapest, 1872-1880. (Ezen regények nagyobbrészt előbb a Vasárnapi Ujságban átdolgozva jelentek meg képekkel, nagyrészt 3. kiadásban is).
- Szász Károly kisebb műfordításai. Teljes kiadás. Uo. 1872. Három kötet. (és Uo. 1873. Családi Könyvtár).
- Byron, Hugo Viktor, Béranger. Műfordítások. Uo. 1873.
- Lewes Gy. Henrik, Goethe élete. Uo. 1874. Két kötet.
- Tennyson Alfréd, Király-idyllek: I. Helen-II. Ginevra. Uo. 1875. (Olcsó Könyvtár 13.).
- Göthe költeményei. Budapest, 1875. Két kötet.
- Hugo Viktor. Borgia Lucretia. Uo. 1882. (Olcsó K. 140.).
- Ebers György: Egy polgármesterné a XVI. századból. Ford. Uo. 1882. Két kötet.
- Tennyson: Az Arthur-mondakör és T. Király-Idylljei. Egyetemi előadásai után. Uo. 1882. (Kőnyomat).
- Dante Alighieri Isteni színjátéka (Divina Commedia). Ford. bevezette és magyarázó jegyzetekkel kísérte I. A pokol. II. A purgatorium. III. A paradicsom. Uo. 1885., 1891., 1899. (A m. tud. Akadémia Könyvkiadó Vállalata IV. cyclus, Uj Folyam VII., XXXVIII.).
- Az emberi szellem képviselői. Irta Emerson Ralph Waldo. Angolból ford. Uo. 1894. (A m. tud. Akadémia Könyvkiadó Vállalata. Uj F. XX.).

## Emlékezete
Kiskunhalason, Kunszentmiklóson, Nagykőrösön és Budapesten utcákat neveztek el róla. Kiskunhalason emléktáblát avattak egykori lakhelyénél. 1906-ban a kiskunhalasi református gimnázium önképző köre vette fel a nevét. Írásaiból válogatást adtak ki, születésének 100. évfordulóján, 1929-ben.
- A Magyar Tudományos Akadémia ünnepi ülése néhai másodelnöke id. Szász Károly születésének századik évfordulója alkalmából 1929 június 16-án